# Cam Barker
Cameron Barker, dit Cam Barker, (né le 4 avril 1986 à Winnipeg dans la province du Manitoba au Canada) est un joueur professionnel canadien de hockey sur glace.

## Carrière
Après trois ans passé au niveau junior avec les Tigers de Medicine Hat de la Ligue de hockey de l'Ouest, il se voit être sélectionné au premier tour, troisième au total, par les Blackhawks de Chicago lors du repêchage de 2004.
Il prend part en 2005-2006 à son tout premier match dans la LNH, étant rappelé des Tigers, il joue un match avec les Blackhawks avant de retourner à son équipe junior, avec qui il joue une année de plus.
Barker reviendra dans la grande ligue en 2006-2007 jouant 35 rencontres avec les Hawks. Il joue le reste de cette saison avec leur club affilié dans la Ligue américaine de hockey, les Admirals de Norfolk. La saison suivante, les Blackhawks déménagèrent leur club-école, ainsi il s'aligne pour les IceHogs de Rockford et est appelé à prendre part à 45 rencontres dans la LNH. En 2008-2009, il obtient finalement un poste à temps plein avec l'équipe.
Le 12 février 2010, les Blackhawks l'échange au Wild du Minnesota en retour de Kim Johnsson et de Nick Leddy.
En décembre 2019, après un an sans jouer, il est recruté par les Dragons de Rouen.
Au niveau international, Cam Barker fait partie de l'édition victorieuse de la médaille d'or lors des Championnats du monde junior de hockey sur glace de 2005 et de 2006.

## Statistiques

### En club
| Saison     | Équipe                 | Ligue          |     | Saison régulière | Saison régulière | Saison régulière | Saison régulière | Saison régulière |   | Séries éliminatoires | Séries éliminatoires | Séries éliminatoires | Séries éliminatoires | Séries éliminatoires |
| Saison     | Équipe                 | Ligue          | PJ  | B                | A                | Pts              | Pun              | PJ               | B | A                    | Pts                  | Pun                  |                      |                      |
| 2001-2002  | Tigers de Medicine Hat | LHOu           | 3   | 0                | 1                | 1                | 0                |                  |   |                      |                      |                      |                      |                      |
| 2002-2003  | Tigers de Medicine Hat | LHOu           | 64  | 10               | 37               | 47               | 79               | 11               | 3 | 4                    | 7                    | 17                   |                      |                      |
| 2003-2004  | Tigers de Medicine Hat | LHOu           | 69  | 21               | 44               | 65               | 105              | 20               | 3 | 9                    | 12                   | 18                   |                      |                      |
| 2004       | Tigers de Midecine Hat | Coupe Memorial | -   | -                | -                | -                | -                | 4                | 0 | 2                    | 2                    | 10                   |                      |                      |
| 2004-2005  | Tigers de Medicine Hat | LHOu           | 52  | 15               | 33               | 48               | 99               | 12               | 3 | 3                    | 6                    | 16                   |                      |                      |
| 2005-2006  | Blackhawks de Chicago  | LNH            | 1   | 0                | 0                | 0                | 0                | -                | - | -                    | -                    | -                    |                      |                      |
| 2005-2006  | Tigers de Medicine Hat | LHOu           | 26  | 5                | 13               | 18               | 63               | 13               | 4 | 8                    | 12                   | 59                   |                      |                      |
| 2006-2007  | Blackhawks de Chicago  | LNH            | 35  | 1                | 7                | 8                | 44               | -                | - | -                    | -                    | -                    |                      |                      |
| 2006-2007  | Admirals de Norfolk    | LAH            | 34  | 5                | 10               | 15               | 53               | 6                | 1 | 3                    | 4                    | 13                   |                      |                      |
| 2007-2008  | Blackhawks de Chicago  | LNH            | 45  | 6                | 12               | 18               | 52               | -                | - | -                    | -                    | -                    |                      |                      |
| 2007-2008  | IceHogs de Rockford    | LAH            | 29  | 8                | 11               | 19               | 67               | -                | - | -                    | -                    | -                    |                      |                      |
| 2008-2009  | Blackhawks de Chicago  | LNH            | 68  | 6                | 34               | 40               | 65               | 17               | 3 | 6                    | 9                    | 2                    |                      |                      |
| 2009-2010  | Blackhawks de Chicago  | LNH            | 51  | 4                | 10               | 14               | 58               | -                | - | -                    | -                    | -                    |                      |                      |
| 2009-2010  | Wild du Minnesota      | LNH            | 19  | 1                | 6                | 7                | 10               | -                | - | -                    | -                    | -                    |                      |                      |
| 2010-2011  | Wild du Minnesota      | LNH            | 52  | 1                | 4                | 5                | 34               | -                | - | -                    | -                    | -                    |                      |                      |
| 2011-2012  | Oilers d'Edmonton      | LNH            | 25  | 2                | 0                | 2                | 23               | -                | - | -                    | -                    | -                    |                      |                      |
| 2012-2013  | Stars du Texas         | LAH            | 23  | 3                | 5                | 8                | 24               | -                | - | -                    | -                    | -                    |                      |                      |
| 2012-2013  | Canucks de Vancouver   | LNH            | 14  | 0                | 2                | 2                | 4                | -                | - | -                    | -                    | -                    |                      |                      |
| 2013-2014  | Barys Astana           | KHL            | 26  | 2                | 10               | 12               | 26               | 10               | 1 | 2                    | 3                    | 10                   |                      |                      |
| 2014-2015  | HC Slovan Bratislava   | KHL            | 18  | 0                | 9                | 9                | 19               | -                | - | -                    | -                    | -                    |                      |                      |
| 2015-2016  | HC Slovan Bratislava   | KHL            | 55  | 9                | 31               | 40               | 75               | 3                | 0 | 1                    | 1                    | 2                    |                      |                      |
| 2016-2017  | Barys Astana           | KHL            | 55  | 6                | 10               | 16               | 46               | 10               | 0 | 2                    | 2                    | 10                   |                      |                      |
| 2017-2018  | HC Slovan Bratislava   | KHL            | 37  | 2                | 8                | 10               | 18               | -                | - | -                    | -                    | -                    |                      |                      |
| 2017-2018  | SCL Tigers             | LNA            | 3   | 1                | 1                | 2                | 27               | -                | - | -                    | -                    | -                    |                      |                      |
| 2018-2019  | Ilves Tampere          | Liiga          | 7   | 1                | 0                | 1                | 6                | -                | - | -                    | -                    | -                    |                      |                      |
| 2019-2020  | Dragons de Rouen       | Ligue Magnus   | 12  | 2                | 7                | 9                | 28               | 4                | 0 | 1                    | 1                    | 0                    |                      |                      |
| 2020-2021  | Dragons de Rouen       | Ligue Magnus   | 22  | 1                | 7                | 8                | 24               | -                | - | -                    | -                    | -                    |                      |                      |
| Totaux LNH | Totaux LNH             | Totaux LNH     | 310 | 21               | 75               | 96               | 290              | 17               | 3 | 6                    | 9                    | 2                    |                      |                      |

### Statistiques en équipe nationale
| Année | Équipe     | Compétition                 |   | PJ | B | A | Pts | Pun           |  | Résultat |
| 2005  | Canada U20 | Championnat du monde junior | 3 | 1  | 0 | 1 | 4   | Médaille d'or |  |          |
| 2006  | Canada U20 | Championnat du monde junior | 6 | 2  | 4 | 6 | 18  | Médaille d'or |  |          |

## Honneurs et trophées
- Double médaillé d'or avec l'équipe junior du Canada lors des Championnats du monde junior de hockey sur glace de 2005 et 2006.

## Transaction en carrière
- 2004 : repêché par les Blackhawks de Chicago (1er choix de l'équipe, 3e au total).
- 12 février 2010 : échangé par les Blackhawks au Wild du Minnesota en retour de Kim Johnsson et de Nick Leddy.